# Megan Gill
Megan Gill (* 20. Jahrhundert in Malawi) ist eine südafrikanische Filmeditorin aus Johannesburg.

## Leben
Megan Gill wuchs in Johannesburg auf und war zunächst in Südafrika ab 1988 als Schnitt-Assistentin sowie als Editorin für Serien und Fernsehfilme tätig. Über persönliche Einladungen wurde sie auch in größere internationale Projekte involviert. 2005 schnitt sie das Drama Tsotsi, welches mit dem Oscar für den besten fremdsprachigen Film ausgezeichnet wurde. Drei Mal wurde Gill seit 2006 bei den South African Film and Television Awards ausgezeichnet, hinzu kamen drei Nominierungen. Ihr Schaffen umfasst mehr als 30 Produktionen.

## Filmografie (Auswahl)
- 2005: Tsotsi
- 2005: Hard Copy
- 2006: Heartlines
- 2007: Machtlos (Rendition)
- 2009: X-Men Origins: Wolverine
- 2010: Spud
- 2012: Material
- 2013: Vehicle 19
- 2014: Kite – Engel der Rache (Kite)
- 2015: Eye in the Sky
- 2017: The Forgiven
- 2016: Im Todestrakt (Shepherds and Butchers)
- 2019: Official Secrets
- 2021: S.A.S. Red Notice (SAS: Red Notice)